# Battaglia della strada Watling
La battaglia della strada Watling (in inglese Watling Street), 60 d.C., vide contrapporsi le legioni dell'Impero romano e una coalizione formata dalle tribù britanniche dell'Inghilterra meridionale, aizzatesi in rivolta sotto la guida di Budicca, regina degli Iceni. Nonostante la netta superiorità numerica dei nemici, i Romani, comandati dal legato Gaio Svetonio Paolino, ottennero una schiacciante vittoria e riuscirono a stroncare una ribellione che aveva messo in discussione il predominio imperiale sulla Britannia.

## Fonti storiche e prove archeologiche
Della ribellione di Budicca e della battaglia di Watling Street si parla negli Annales di Tacito e nella Storia romana di Cassio Dione. Data la sostanziale carenza di evidenze archeologiche dirette, gli studiosi moderni si affidano principalmente a quanto tramandato dalle due fonti. Il resoconto di Cassio Dione, successivo di quasi duecento anni, è indubbiamente il più lontano dai fatti e ci è inoltre pervenuto solo attraverso un'epitome del IX secolo, opera del monaco Giovanni Xifilino. Incerte sono le fonti su cui l'autore greco potrebbe essersi basato, anche se proprio l'opera di Tacito pare l'indiziata principale: Cassio Dione, tuttavia, è spesso semplicistico e retorico nella cronaca degli eventi e cita particolari che non vengono menzionati dal suo predecessore. L'attendibilità della versione di Tacito, invece, è in parte suffragata da alcuni riscontri archeologici circostanziali e soprattutto dal fatto che Gneo Giulio Agricola, futuro governatore della provincia e suocero dello storico, all'epoca della ribellione facesse parte del seguito personale di Svetonio Paolino. Attraverso la testimonianza del suocero, Tacito potrebbe aver beneficiato di una fonte di informazioni di prima mano. L'autore, del resto, fa brevemente menzione della rivolta di Budicca anche nella sua biografia di Agricola.
La mancanza di prove archeologiche dirette rende difficile anche stabilire il luogo preciso dello scontro. Negli ultimi cinquant'anni sono state avanzate numerose ipotesi: vicino Atherstone, nel Leicestershire, due miglia a sudest di Lactodorum (Towcester), vicino Ashwell nell'Hertfordshire, nel Northamptonshire, vicino Silchester o poco più a sud di Dunstable. Gli studiosi concordano nel dire che la battaglia si sia svolta da qualche parte nell'ampia area compresa fra le città di Londinium e Viroconium (oggi Wroxeter), lungo il corso della Watling Street, la strada pavimentata che tagliava la Britannia per 444 km dal Galles fino al porto di Dubris (Dover) e da cui la battaglia stessa prende nome. Il termine Watling Street, in realtà, è stato coniato solo in età anglo-sassone e ci è sconosciuto il nome con cui i Romani e gli antichi Britanni conoscessero la strada.

## Contesto storico: la rivolta di Boudicca
Tacito scrive che i semi della rivolta anti-romana vennero gettati nel 60 d.C. alla morte di Prasutago, re degli Iceni ed alleato di vecchia data di Roma. Essendo quello degli Iceni un regno-cliente dell'Impero e non avendo Prasutago legittimi eredi maschi, la consuetudine non scritta voleva che al momento della morte del re il suo territorio passasse fra i domini diretti dell'allora imperatore Nerone. Prasutago, invece, nominò come co-eredi anche le due giovani figlie avute dal matrimonio con l'affascinante e carismatica Budicca, nobildonna britannica. Dal momento che la legge romana non riconosceva alle donne il diritto di regnare, i veterani romani che risiedevano nella capitale della provincia (Camulodunum, l'odierna Colchester), probabilmente aizzati dal procuratore Catone Deciano, saccheggiarono i territori degli Iceni, fustigarono Budicca in pubblico e stuprarono le sue figlie. In questo frangente risulta quantomeno ambigua la condotta delle autorità romane ed in particolare del procuratore Catone, che Cassio Dione ci dice abbia imposto agli Iceni la restituzione di alcuni crediti concessi dall'imperatore Claudio e dal filosofo Seneca, unicamente allo scopo di ricavarne interessi spropositati. Secondo alcuni studiosi moderni, non è improbabile che Deciano si sia servito della riscossione dei debiti o dell'illegittimità del testamento di Prasutago agli occhi della legge romana come scuse per saccheggiare i territori iceni e tenere per sé una fetta cospicua del bottino (la corruzione era del resto molto diffusa fra i funzionari provinciali).
La regina, in risposta all'aggressione ed all'umiliazione subita, sollevò in rivolta gli Iceni e la tribù vicina dei Trinovanti, radunò un esercito di 12000 uomini e marciò contro la capitale romana. Il momento per la ribellione era più che mai propizio: i veterani della Legio XX erano stati da poco congedati e nuove reclute non erano ancora arrivate a sostituirli, mentre il governatore Paolino si era spostato con la Legio XIV Gemina verso l'isola di Mona, in Galles, lasciando sguarnita l'area sud-occidentale della Britannia. Mona era uno dei luoghi sacri più cari alle popolazioni britanniche e soprattutto ai druidi, custodi di riti religiosi ed antiche tradizioni. I druidi, però, erano anche tra i principali fautori della resistenza anti-romana in Britannia: nonostante la loro usuale politica di tolleranza religiosa, i Romani avevano deciso di eradicare completamente il druidismo in quanto minaccia costante al controllo imperiale sulla nuova provincia. Budicca riuscì ad espugnare e saccheggiare Camulodunum, che Tacito ci riferisce essere sprovvista di adeguate fortificazioni e protetta da una guarnigione di appena 200 uomini (anche se è probabile che questo numero non tenga conto dei veterani risiedenti in città). Le fonti storiche raccontano che gli abitanti della colonia furono sottoposti alle torture ed ai supplizi più orrendi:
(Cassio Dione, Storia romana, LXII, 7)
In epoca moderna, gli archeologi hanno rinvenuto sul sito dell'antica città uno spesso strato di ceneri e macerie databile al 60 d.C., lasciando intendere che Camulodunum fu rasa al suolo fino all'ultima pietra. Sull'onda dell'entusiasmo generato dalla vittoria, la regina ottenne l'appoggio di altre tribù della regione e, messa insieme una grande armata, sconfisse facilmente un contingente di 2000 soldati e 500 cavalieri della Legio IX Hispana che il legato Quinto Petilio Ceriale conduceva in un tardivo tentativo di salvare la città: la fanteria venne massacrata, mentre Ceriale riuscì a salvarsi e a ripiegare a Nord con la cavalleria. Tacito scrive che a queste notizie il procuratore Catone Deciano, alla cui avidità lo storico imputava lo scoppio della ribellione, fuggì in Gallia. Svetonio Paolino aveva da poco occupato Mona, uccidendo i druidi che vi risiedevano, quando venne informato dello scoppio della ribellione. Il governatore fece rapidamente dietrofront e, precedendo il suo esercito con la cavalleria, raggiunse la città di Londinium (Londra), prossimo obiettivo dei ribelli. Constatando di avere a disposizione troppo pochi uomini per allestire una difesa, Paolino ripartì ordinando che la città fosse evacuata ed offrendo protezione a chiunque fosse disposto a venire con lui. Il governatore fece poi tappa nella vicina Verulamium (St Albans), offrendosi anche lì di portare con sé chiunque volesse lasciare la città. Mentre il governatore si ricongiungeva col suo esercito seguito da una lunga colonna di profughi, Londinium e Verulamium vennero razziate e tutti coloro che erano troppo deboli per mettersi in cammino o che anche solo si rifiutarono di abbandonare la propria casa furono trucidati dai ribelli: 
(Tacito, Annali, XIV, 33)
A quanto ci è riportato da Tacito, durante il sacco delle tre città gli uomini di Budicca si resero responsabili dell'uccisione di almeno 70000 persone, per la quasi totalità civili, non distinguendo fra uomini e donne, vecchi e bambini, Romani o Britanni stessi (evidenze archeologiche, infatti, dimostrano come all'epoca le città fossero congiuntamente abitate da immigrati romani ed indigeni). I commentatori moderni, pur non mettendo in dubbio l'attendibilità generale dei resoconti, tendono a considerare esagerati i numeri forniti dalle fonti storiche. Frattanto il governatore Svetonio Paolino era alla disperata ricerca di nuove forze per contrastare i ribelli: richiamò in servizio i veterani della Legio XX e raccolse tutti i reparti ausiliari disponibili. Tuttavia poté a stento arrivare a 13000 uomini, mentre l'armata di Budicca era almeno quattro volte più numerosa. I superstiti della IX Legione erano troppo lontani a Nord. La Legio II Augusta, di stanza a Sud, rifiutò di lasciare la sicurezza del proprio accampamento per muoversi in soccorso del governatore. Inutile sarebbe stato attendere l'arrivo di rinforzi da oltremanica, perché il consenso di Budicca presso i popoli britannici era in ascesa ed il suo esercito si accresceva di volontari ogni giorno. Secondo Cassio Dione, inoltre, Svetonio Paolino era a corto di rifornimenti per l'esercito e per i profughi sotto la sua protezione. Con tutti gli svantaggi del caso, bisognava fronteggiare l'armata ribelle il prima possibile.

## Forze in campo
Svetonio Paolino (Romani):
- Fanteria
  - 6000/7000 legionari dalla Legio XIV Gemina e dalla Legio XX Valeria Victrix[32]
  - truppe ausiliarie germaniche di arcieri e fanteria leggera (4000/5000 uomini)[32]
- Cavalleria
  - 1000 uomini (2 alae) della cavalleria ausiliaria[32]

Budicca (Britanni):
- 40000/50000 guerrieri
- carri da combattimento (numero imprecisato)

Nonostante la netta sproporzione numerica fra i due eserciti, i Romani godevano di armamentario ed equipaggiamento migliori e, soprattutto, possedevano maggiore esperienza e disciplina. L'armata britannica era più simile ad una grande banda disorganizzata, costituita per la maggior parte da giovani guerrieri non adeguatamente armati e con scarsa esperienza in guerra, in preda all'esaltazione e all'ottimismo per le vittorie raccolte contro nemici in schiacciante inferiorità numerica. In più, i ribelli erano rallentati dal corposo seguito di famiglie (migliaia di donne, vecchi e bambini) che li accompagnava.
Né Tacito né Cassio Dione forniscono informazioni su quali e quante tribù britanniche abbiano supportato gli Iceni nella rivolta, limitandosi a menzionare i Trinovanti (spinti alle armi dai continui soprusi subiti per mano dei veterani romani). Ciò può lasciare intendere che anche in questo frangente i Britanni non vennero meno alla loro fama di popolo litigioso e diviso e furono pochi i capo-tribù che offrirono effettivo appoggio alla regina. D'altra parte, la mancanza di fonti storiche di parte celtica ci impedisce di avere una chiara idea su quali fossero le reali intenzioni di Budicca e se lo scopo della sua ribellione fosse la semplice vendetta, assicurare l'indipendenza degli Iceni o estromettere completamente i Romani dalla Britannia (secondo alcuni studiosi moderni, non è improbabile che gli Iceni intendessero migrare a Nord in territori lontani dal giogo romano, come parrebbe indicare la presenza di beni e famiglie al seguito). Durante il sacco di Camulodunum, Londinium e Verulamium, del resto, i ribelli si erano dimostrati nei confronti degli abitanti indigeni ugualmente spietati che verso i coloni romani. Secondo gli studiosi moderni, ciò potrebbe essere dovuto al fatto che le tre città e specialmente Verulamium fossero abitate soprattutto da Catuvellauni, popolazione che prima dell'avvento di Roma aveva imposto la propria egemonia sui Trinovanti e gli Iceni stessi. Per i ribelli, forse, la rivolta fu anche l'occasione di sistemare vecchie animosità fra vicini mai del tutto sopite.

## Schieramento
- Svetonio individuò il luogo adatto allo scontro lungo la strada di Watling, pressappoco nel punto in cui essa incrociava col corso del fiume Anker. Essendo i Romani in forte svantaggio numerico, il legato sapeva che combattere in campo aperto poteva rivelarsi controproducente: estendendo le proprie linee per pareggiare il fronte d'attacco nemico avrebbe indebolito il proprio schieramento, adottando una formazione più compatta sarebbe stato facilmente circondato. Per ovviare al problema, Svetonio Paolino scelse di sistemare le sue truppe all'interno di una stretta vallata. Si trattava di una posizione estremamente ben difesa: colline boscose e ripidi pendii proteggevano i fianchi e le retrovie dei Romani, scongiurando il pericolo dell'accerchiamento, mentre il fronte esposto era abbastanza stretto da minimizzare il peso della superiorità numerica nemica e si apriva su una brulla pianura che consentiva di avvistare i nemici da grande distanza[29]. Il governatore posizionò i legionari al centro dello schieramento, collocando ai lati gli ausiliari germanici (provvisti di armamenti leggeri). La cavalleria ausiliaria, divisa in due ali di 500 uomini ciascuna, venne disposta a sinistra e a destra della fanteria, nascosta nei boschi che delimitavano la vallata, sia per poter attaccare in discesa durante la battaglia sia per contrastare eventuali manovre di aggiramento da parte dei nemici.
- I Britanni, certi di una facile vittoria, si limitarono ad ammassarsi disordinatamente davanti al nemico. Del resto, la posizione scelta dai Romani non offriva alcuna via di fuga in caso di sconfitta e i ribelli probabilmente credettero che Svetonio Paolino si fosse messo in trappola con le sue stesse mani. I commentatori moderni individuano proprio nell'aver permesso ai Romani di scegliere il terreno dello scontro uno dei più gravi errori di Budicca. Tale era la sicurezza dei ribelli che avevano addirittura invitato le proprie famiglie ad assistere al combattimento, trovando loro posto in un'ampia mezzaluna di carri da trasporto che sistemati alle spalle dello schieramento[29]. Le fonti antiche ci informano che lo stesso era stato osservato fare a due capoclan germanici, Boiorix dei Cimbri e Ariovisto dei Suebi, durante delle battaglie combattute contro Gaio Mario e Giulio Cesare[36][37]. Davanti ai guerrieri Budicca posizionò un certo numero di carri da combattimento, anch'essi sistemati ad arco. All'infuori dei carri, i Britanni non possedevano reparti di cavalleria.

## Battaglia
Sia Tacito che Cassio Dione riportano i discorsi pronunciati dai condottieri davanti alle rispettive armate prima della battaglia. Mentre Cassio Dione sembra perdersi in un lungo e poco plausibile esercizio retorico, Tacito è molto più conciso e pragmatico, soprattutto nel riportare le parole di Paolino: è probabile che il suocero Agricola possa avergli fornito una versione abbastanza veritiera dei discorsi effettivamente pronunciati.
Tacito scrive che Budicca passò in rassegna il proprio esercito con le figlie sul suo carro da guerra, ricordando agli uomini che quel giorno non avrebbero combattuto per la ricchezza o per la gloria, ma per vendicare le ingiustizie subite e per riscattare la libertà perduta:
(Tacito, Annali, XIV, 35)
Svetonio rispose esortando i suoi a non lasciarsi intimorire dal gran numero di nemici e a ricordare la loro forza ed il loro valore: che combattessero lanciando i giavellotti e serrando i ranghi, con la vittoria avrebbero soggiogato l'intera provincia ribelle. 
Senza seguire alcuna tattica precisa, Budicca ordinò ai guerrieri di lanciarsi alla carica nell'angusta vallata, persuasa che il loro numero e la loro furia sarebbero bastati per avere la meglio sui nemici. Per primi si fecero avanti i famigerati carri da guerra britannici, i quali non erano progettati per sfondare i ranghi nemici quanto più per trasportare lanciatori di giavellotti. I Romani resistettero all'azione dei carri (che probabilmente erano in numero ridotto e la cui efficacia risentiva della conformazione del campo di battaglia) mantenendo ranghi compatti e proteggendosi con scudi e corazze. Quando i carri si fecero da parte senza essere riusciti a produrre danni significativi, i legionari accolsero i guerrieri Britanni appiedati con una pioggia di proiettili e dardi. Svetonio Paolino aveva con sé alcuni reparti di arcieri ausiliari e disponeva inoltre di un congruo numero di scorpioni, macchine da guerra di dimensioni ridotte e molto maneggevoli, capaci di scagliare dardi di ferro lunghi in media 70 cm fino a 400 metri di distanza. In più ogni legionario portava in dotazione due giavellotti (pila), che vennero scagliati sui ribelli non appena la distanza fu giudicata ottimale. Il bersagliamento dei Romani inflisse gravi perdite ai Britanni (in gran parte sprovvisti di armature ed adeguate protezioni), frenando l'impeto dei guerrieri e facendo loro perdere coesione. Vedendo ciò, Svetonio Paolino fece disporre i legionari in tre "cunei" (formazioni larghe alla base e strette al vertice, dalla forma vagamente triangolare) ed ordinò loro di caricare a testa bassa. I Britanni, trasformati da assalitori in assaliti, furono completamente colti alla sprovvista. Le due armate entrarono in contatto e le prime file dei ribelli cedettero di schianto, poi gli uomini di Budicca riuscirono ad assestarsi in virtù del loro numero ed iniziò la vera battaglia d'attrito fra le rispettive fanterie. La compattezza dello schieramento romano e lo stretto spazio della vallata trasformarono la battaglia in una mischia serrata dove il gran numero dei ribelli si ritorceva contro di loro. Le spade lunghe e le lance dei Britanni, armi che necessitavano di almeno un metro di spazio per essere usate adeguatamente, si rivelarono incapaci di contrastare il gladio, la spada corta dei Romani appositamente congegnata per questo tipo di situazioni. Iniziata all'alba, la battaglia si protrasse per ore e la superiore disciplina dei legionari consentì ai Romani di operare un ricambio continuo di uomini nelle prime file, mentre i nemici combattevano fino a sfinirsi. Verso mezzogiorno i Britanni diedero i primi segnali di cedimento, iniziando a perdere terreno e a ritirarsi. Svetonio mandò avanti gli ausiliari germanici, fino ad allora defilati, per lanciare l'affondo decisivo. La cavalleria ausiliaria strinse la morsa sui nemici caricando dalle colline lancia in resta e travolgendo i fianchi dello schieramento di Budicca. A questo punto la ritirata dei Britanni si sgretolò in una fuga disordinata, ma si creò un ingorgo convulso presso i carri dove ancora erano sedute le loro famiglie. Questo permise ai Romani, già lanciati all'inseguimento, di avventarsi su guerrieri e civili, uccidendo o catturando indistintamente:
(Tacito, Annali, XIV, 37)
Tacito scrive che Budicca, per evitare di essere presa prigioniera, si diede la morte con del veleno insieme alle giovani figlie. Cassio Dione sostiene invece che la regina riuscì a scappare, ma si ammalò e morì mentre riorganizzava le sue forze per muovere nuovamente guerra contro l'Impero. Nonostante il resoconto di Tacito, le perdite dei Romani furono probabilmente superiori ai 2000 uomini e i Britanni morti, fra guerrieri e civili, non furono più di 40000. Si trattò comunque di una sconfitta pesantissima per gli insorti, avendo significato la perdita di più di metà dell'esercito ed un durissimo colpo al loro morale. Budicca si era dimostrata un comandante militare non all'altezza, mentre Gaio Svetonio Paolino aveva dato prova di notevole preparazione tattica. A vincere la battaglia, però, erano stati la tempra, l'addestramento e l'inarrivabile disciplina dei legionari, che ebbero la meglio sul coraggio, la sete di vendetta e la voglia di libertà dei ribelli.

## Conseguenze
Racconta Tacito che Penio Postumo, il prefetto di campo della Legio II che aveva disobbedito agli ordini di Svetonio Paolino rifiutandosi di accorrere in suo aiuto, si diede la morte per il disonore. Dopo la battaglia le tribù ribelli continuarono per qualche mese ad opporre resistenza, ma, private della loro leader carismatica e di gran parte della forza guerriera, non rappresentavano più una seria minaccia: di fatto, la Battaglia di Watling Street risolse la guerra in favore dei Romani. Scrive sempre Tacito che, allo scopo di rafforzare la presenza romana sull'isola, vennero inviati dalla Germania 2000 legionari, 8 coorti ausiliarie (circa 4000 uomini) e 1000 cavalieri. Secondo Gaio Svetonio Tranquillo, autore del De vita Caesarum, la notizia della ribellione aveva tanto sconvolto l'imperatore Nerone da indurlo a soppesare l'ipotesi di ritirarsi completamente dall'isola. L'idea era destinata a morire con lui: Roma sarebbe rimasta in Britannia per i successivi 350 anni, fino al 410 d.C.
Mentre i cittadini si preoccupavano di ricostruire le città distrutte dagli insorti, Svetonio Paolino comandò durissime spedizioni punitive ai danni delle popolazioni sconfitte. Gli Iceni vennero quasi totalmente deportati ed il Norfolk, la regione da loro originariamente abitata, si tramutò in un'area spopolata e tagliata fuori dalle principali vie di comunicazione almeno per i successivi sessant'anni. La politica repressiva di Paolino fu così violenta che l'imperatore Nerone, sotto pressioni del nuovo procuratore Giulio Alpino Classiciano, mandò il liberto Policlito in Britannia per sincerarsi della situazione. Comprendendo che la condotta repressiva di Paolino non avrebbe fatto altro che aumentare il risentimento dei Britanni nei confronti dei Romani, Policlito lo sollevò dal suo ruolo con un pretesto: al suo posto divenne governatore il console uscente Publio Petronio Turpiliano. Di più mite temperamento rispetto al suo predecessore, Turpiliano riuscì a pacificare la turbolenta provincia. Da allora i Romani adottarono una politica più conciliante in Britannia, volta a cercare l'accordo con le popolazioni locali. 
Sebbene ricostruita, la città di Camulodunum perse rapidamente la sua centralità politica ed economica in favore di Londinium, che divenne la nuova capitale della provincia.